# Plestiodon obsoletus
Plestiodon obsoletus är en ödleart som beskrevs av  Baird och Girard 1852. Plestiodon obsoletus ingår i släktet Plestiodon och familjen skinkar. IUCN kategoriserar arten globalt som livskraftig. Inga underarter finns listade i Catalogue of Life.

## Utseende
Med en kroppslängd av 10 till 14 cm och en vikt av 14 till 40 g är arten större än de flesta andra skinkarna. Plestiodon obsoletus har en muskulös hals som är nästan lika tjock som andra delar av bålen. Grundfärgen är brun- eller gråaktig och fjällens svarta kanter bildar längsgående linjer. Hanar har orange märken på huvudets sidor.

## Utbredning och habitat
Arten förekommer i centrala USA (Stora slätterna) och norra Mexiko. Utbredningsområdet sträcker sig från Arizona i väst och Nebraska/Iowa i norr till Arkansas i öst och centrala Mexiko i syd. Plestiodon obsoletus vistas i låglandet och i bergstrakter eller högplatå upp till 2650 meter över havet. Habitatet utgörs av prärien samt av klippiga områden och av halvtorra buskskogar.

## Ekologi
Individerna vilar i underjordiska bon som vanligen ligger under stenar. De stannar vanligen i närheten och lämnar boet inte vid kyligt väder. Mellan oktober och mars håller de vinterdvala. Födan utgörs i naturen bara av ryggradslösa djur som insekter, spindeldjur, daggmaskar eller andra blötdjur.
Parningen sker under senvåren (april/maj) efter att hanen och honan hittade sig med hjälp av kroppslukten. Honan lägger sedan 7 till 24 ägg och bevakar de. Honor lägger inte varje år ägg. Äggen kläcks efter cirka 40 dagar och ungarna har en svart kroppsfärg samt en blå svans. De misstogs därför av de första zoologerna som besökte de Stora slätterna som självständig art (Plestiodon/Eumeces guttulatus). Efter den första övervintringen är ungarna lika stora som de vuxna individerna och de har även bytt färg. Många ungar dör under det första levnadsåret. Annars går livslängden upp till 8 år.
Denna skink jagas av ormar som kan krypa fram till boet. Den dödas även av mindre däggdjur som gräver i marken och av rovfåglar som plockar individer som vistas utanför boet.